# Pagsanghan
Pagsanghan is een gemeente in de Filipijnse provincie Samar op het gelijknamig eiland Samar. Bij de laatste census in 2007 had de gemeente bijna 8 duizend inwoners.

## Geografie

### Bestuurlijke indeling
Pagsanghan is onderverdeeld in de volgende 13 barangays:
| - Bangon - Buenos Aires - Calanyugan - Caloloma - Cambaye - Canlapwas - Libertad | - Pañge - San Luis - Santo Niño - Viejo - Villahermosa Occidental - Villahermosa Oriental |

## Demografie
Pagsanghan had bij de census van 2007 een inwoneraantal van 7.981 mensen. Dit zijn 904 mensen (12,8%) meer dan bij de vorige census van 2000. De gemiddelde jaarlijkse groei komt daarmee uit op 1,67%, hetgeen lager is dan het landelijk jaarlijks gemiddelde over deze periode (2,04%). Vergeleken met de census van 1995 is het aantal mensen met 631 (8,6%) toegenomen.

De bevolkingsdichtheid van Pagsanghan was ten tijde van de laatste census, met 7.981 inwoners op 30 km², 266 mensen per km².